# Leishmaniosi visceral
La leishmaniosi visceral, també coneguda com a kala-azar, és una malaltia infecciosa produïda per un protozou paràsit del gènere Leishmània, que pot afectar els humans i diferents espècies animals, principalment els gossos. És la forma més greu de leishmaniosis i una causa important de mortalitat a nivell mundial, ja que es produeixen entre 200 000 i 400 000 casos en humans a l'any.

## Agent causal
Existeixen dues espècies de Leishmania que poden causar leishmaniosi visceral. A l'est d'Àfrica i a l'Índia els casos estan provocats per Leishmania donovani, mentre que a Europa, el nord d'Àfrica i Amèrica llatina l'agent és Leishmania infantum, també coneguda com a Leishmania chagasi.

## Epidemiologia
És endèmica a l'Àfrica Oriental i a l'Índia. El 90 % dels casos a nivell mundial es produeixen en 6 països: Brasil, Etiòpia, Sudan, Sudan del Sud, Índia i Bangladesh.

## Transmissió

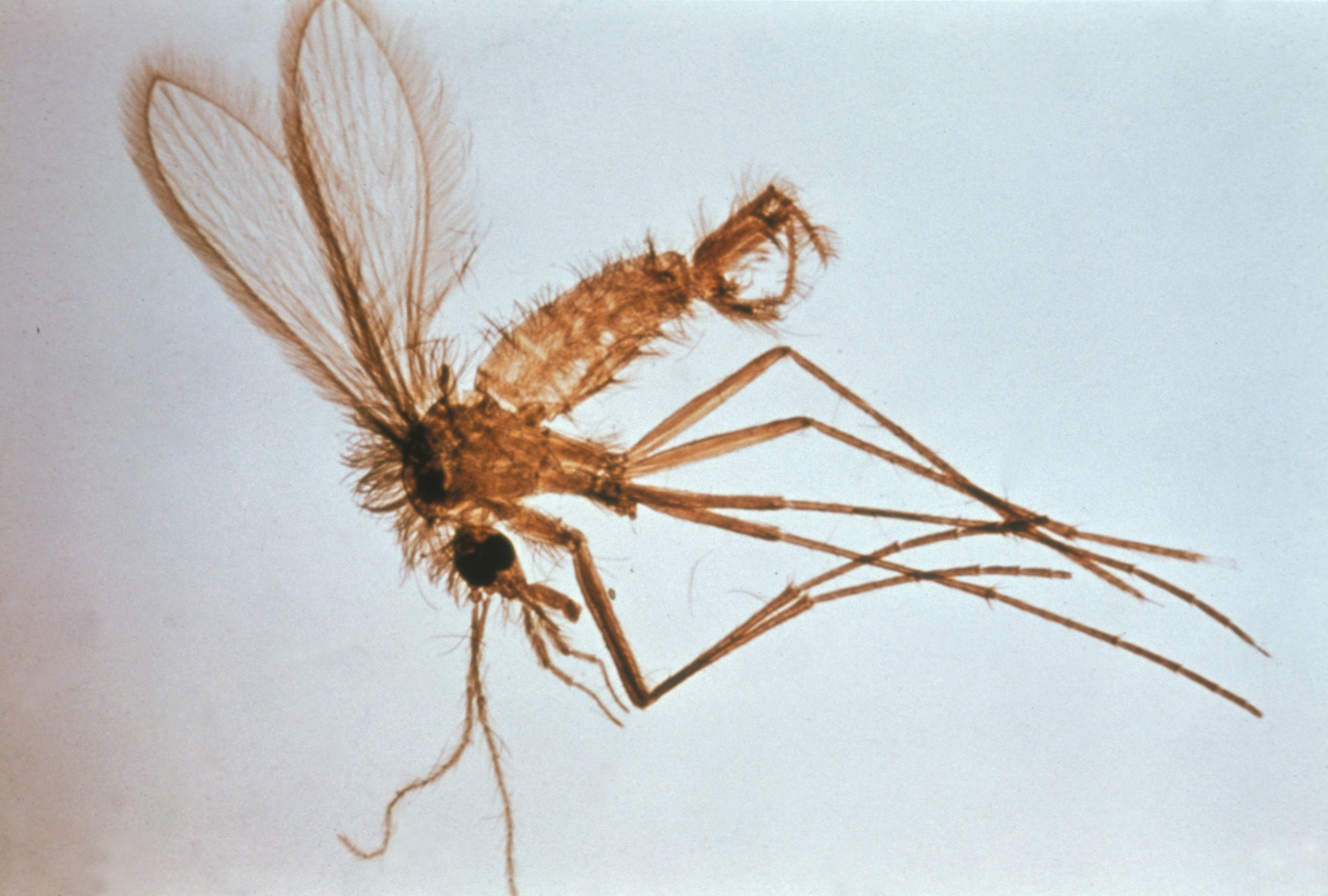
Els flebòtoms actuen com a transmissors de la leishmaniosis visceral

La transmissió es produeix per picada de mosquits dels gèneres Phlebotomus o Lutzomyia prèviament infectats.

## Cicle bio-epidemiològic

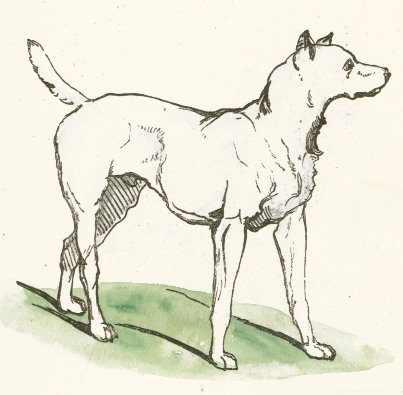
El gos constitueix el principal reservori de la leishmaniosis en l'àmbit urbà.

Les leishmanies es localitzen i es multipliquen en les cèl·lules del sistema reticuloendotelial de mamífers i rèptils. El cicle biològic necessita l'existència d'insectes que actuen com a transmissors, en el tub digestiu dels quals la leishmania es multiplica; alguns dels protozous aniran a l'àrea bucal de l'insecte i seran inoculats quan aquest pica un mamífer. Al Nou Món els insectes vectors pertanyen al gènere Lutzomyia i al Vell Món al gènere Phlebotomus.
La leishmaniosis és una zoonosi, és a dir, que algunes espècies animals són el reservori i d'ells pot passar a l'home a través de la picada dels insectes vectors. Els animals carnívors, sobretot els gossos, són els principals reservoris, encara que pot haver-hi involucrades altres espècies de mamífers com els ossos formiguers, Peresosos i opòssums. La infecció en els vertebrats es produeix quan les femelles de flebòtoms infectats piquen un animal o humà per ingerir la seva sang, transmetent durant el procés la leishmania.

## Simptomatologia
L'inici és insidiós i el període d'incubació molt llarg, generalment de diversos mesos. Els símptomes principals són febre, augment de la grandària de la melsa (esplenomegàlia) i del fetge (hepatomegàlia), anèmia i disminució del nombre total de leucòcits en sang (leucopènia) amb augment relatiu de monòcits. L'evolució sense tractament és mortal, els infants amb desnutrició i els pacients infectats pel virus de la immunodeficiència humana són població d'alt risc, en aquests la malaltia sol ser de major gravetat.

## Diagnòstic
El diagnòstic se sospita pels símptomes i es confirma mitjançant estudis de laboratori, bé per mètodes directes buscant la presència de leishmania o per mètodes indirectes.
El diagnòstic directe es basa a realitzar la demostració de leishmania en material procedent de la biòpsia de ganglis limfàtics, medul·la òssia, fetge o melsa. Pot realitzar-se un frotis directe de la mostra o realitzar un cultiu enmig de Senekjie.
El diagnòstic indirecte es realitza amb una mostra de sang, practicant immunocromatografia de l'antigen rK39 o bé realitzant la tècnica de reacció en cadena de la polimerasa (PCR) o el test d'aglutinació directa.

## Tractament
Els tractaments més utilitzats són els antimonials pentavalents, tant antimoniat de meglumina com estibogluconat sòdic, també anomenat gluconat d'antimoni sòdic, tots dos s'administren per via parenteral. Depenent de l'àrea geogràfica poden recomanar-se altres tractaments. A l'Índia existeix un alt índex de fracàs amb el tractament d'antimonials pentavalents, per la qual cosa s'utilitzen sovint altres tractaments com l'anfotericina B i l'anfotericina B liposomal, aquesta última és una anfotericina B encapsulada en liposomes, cosa que disminueix considerablement la toxicitat renal del fàrmac.